# King's Trough
La King's Trough è una fossa oceanica situata nell'Oceano Atlantico, sul fianco orientale della dorsale medio atlantica. È posizionata a nordovest del sollevamento del fondale marino compreso tra le isole Azzorre e il golfo di Biscaglia, circa 400 km a nord-nordest delle Azzorre.

## Descrizione
La fossa sottomarina ha una lunghezza di circa 400 km e si estende in direzione nordovest-sudest. A est si biforca in due diramazioni chiamate Peake Deep e Freen Deep. La zona centrale si trova a una profondità di 4500 m.
Attorno alla fossa si trovano alte dorsali e montagne sottomarine come l'Antialtair e il complesso del Crum. Per spiegare la formazione di questo complesso sistema sottomarino sono state proposte varie ipotesi che includono una compressione tettonica, un precedente margine di placca, una faglia trasforme o l'impatto obliquo di un meteorite.
Poiché la fossa si trova in una regione che appare essere geologicamente stabile, è stata presa in considerazione anche come possibile sito per il deposito di rifiuti radioattivi.